# Xenia amparoi
Xenia amparoi is een zachte koraalsoort uit de familie Xeniidae. De koraalsoort komt uit het geslacht Xenia. Xenia amparoi werd in 1933 voor het eerst wetenschappelijk beschreven door Roxas. 